# Xat.com
xat.com è un social network basato su un network di chat, con oltre 7 milioni di utenti.
Ogni utente può creare una chat da condividere con i propri contatti o inserire sul proprio sito web tramite widget iframe così da permettere ai visitatori del sito di interagire con la chat. All'interno delle chat gli utenti possono sfidarsi tra loro in semplici giochi utilizzando il meccanismo dei "powers".
Essendo una chat, non è garantita la veridicità dei personaggi presenti e inoltre il limite minimo di 14 anni di età per registrarsi al sito è facilmente eludibile in quanto l'accertamento di ciò è dato esclusivamente cliccando sulla casella che richiede di dare conferma di avere minimo 14 anni, nulla più. Questa incongruenza comporta rischi notevoli per i giovanissimi, poiché la stragrande maggioranza delle chat sono gestite da giovani perlopiù interessati a lanciarsi invettive piuttosto che a controllare irregolarità gravi. 

## Forum
Il sito web presenta un forum, costituito da 14 categorie, dove gli utenti possono scrivere suggerimenti e domande riguardanti la chat e il software fornito da xat.

## Powers e Acquisti
Ci sono molti "powers" su xat, che possono essere visti attraverso il comando getpowers. I powers sono il modo principale con cui xat profitta. Nel 2008 i registrati iniziarono a essere abbondanti, e ciò ha permesso un versamento minimo di $6.00 per acquistare i "powers". Gli utenti devono pagare per avere i "days", soldi supplementari virtuali che permettono l'utilizzo dei powers.
Questo meccanismo tuttavia non è regolamentato da norme che rispettino questioni legate alla tutela del diritto finanziario.

## Xat Wiki
xat ha inoltre anche una Wiki nella quale vengono spiegate alcune cose utili agli utenti e molte altre cose.
Una volta ognuno poteva avere un account nella wiki e modificarla, ora invece ci sono dei WikiEditors con dei traduttori che la modificano.

## XATattacks
L'11 agosto 2013 l'utente Bojan sul sito isc.sans.edu segnalò la presenza di un malware, di preciso un worm, che infetta i server web che eseguono codice PHP il cui obiettivo è proprio il sito xat.com. Il malware agirebbe come crawler del sito web alla ricerca di username (più precisamente user-ids) da memorizzare. La finalità del malware non è stata però mai scoperta.